# 里斯·奧斯科特
里斯·奧斯科特（英語：Reece Oxford，1998年12月16日—）是一名英格蘭職業足球員，司職中堅，現效力於德甲球隊奥格斯堡。奧斯科特於16歲198日為韋斯咸首次上陣，使他成為球會有史以來最年輕的球員，擊敗了比利·威廉斯於1922年建立為韋斯咸在16歲221天首次上陣的記錄。

## 球員生涯
奧斯科特在2014-15賽季與韋斯咸正選球員一同操練，但是主要是為球會的U21隊出戰。儘管他是最年輕的球員，他在一些場合亦會出任隊長。2014年8月27日，他以15歲之齡第一次為韋斯咸在聯賽杯第二輪的比賽中對錫菲聯的比賽以後備球員身份出現在陣容內，但是球會在烏普頓公園球場在亙射十二碼球下被撃敗，奧斯科特並沒有上陣。奧斯科特仍然是一個青年隊球員，但已吸引了車路士、阿仙奴和曼聯派出球探觀看他的比賽。2015年1月11日，奧斯科特與韋斯咸簽訂了長期合約。在2014-15年賽季的後半段，多次成為韋斯咸在英超比賽中的後備球員，但是並沒有上陣。奧斯科特於2015年5月在球會的球員頒獎晚會中以在青年軍的出色表現獲得了迪倫·湯比迪斯年度大獎成為該年度最佳青年軍球員。
2015年7月2日，奧斯科特取得在16歲首次上陣的機會，以中場球員身份在欧洲联赛的資格賽第一輪對陣安道爾球會路施坦奴斯足球會的首回合比賽中，主場以3-0取勝。因此他成為了韋斯咸有史以來最年輕的上陣球員。

## 國家隊生涯
奧斯科特先後效力於英格蘭U16及U17水平的隊伍並於英格蘭在2015年的歐洲U-17足球錦標賽的比賽中上陣及成為隊長。球隊打至半準決賽，奧斯科特在亙射十二碼球射入協助英格蘭撃敗西班牙取得2015年U17世界盃足球賽的參賽資格。

## 外部連結
- 足球数据库：里斯·奧斯科特的球员统计数据
- Soccerway資料庫：里斯·奧斯科特